# Plaza Marjeh
La Plaza Marjeh (en árabe: ساحة المرجة‎; también llamada Plaza de los Mártires, ساحة الشهداء) es una plaza importante en el centro de Damasco, Siria. La plaza era el centro de la ciudad en la primera mitad del siglo pasado, antes de que Damasco creciera. Justo en las afueras de la ciudad vieja, la plaza se llegó a tener una función integradora vital como una encrucijada geográfica entre la "ciudad vieja", el distrito colonial, y los suburbios populares. La plaza alberga el Ministerio del Interior sirio.
Los otomanos transformaron primero a la plaza en un centro administrativo en 1890. Más tarde se convirtió en un nodo comercial y de transporte, y era a principios del siglo XX un imán cultural. La plaza también tiene importancia a nivel nacional, ya que es donde los otomanos ejecutaron los nacionalistas sirios el 6 de mayo de 1916. La plaza toma su nombre oficial (Plaza de los Mártires) de esos eventos.